# Adriana Ozores

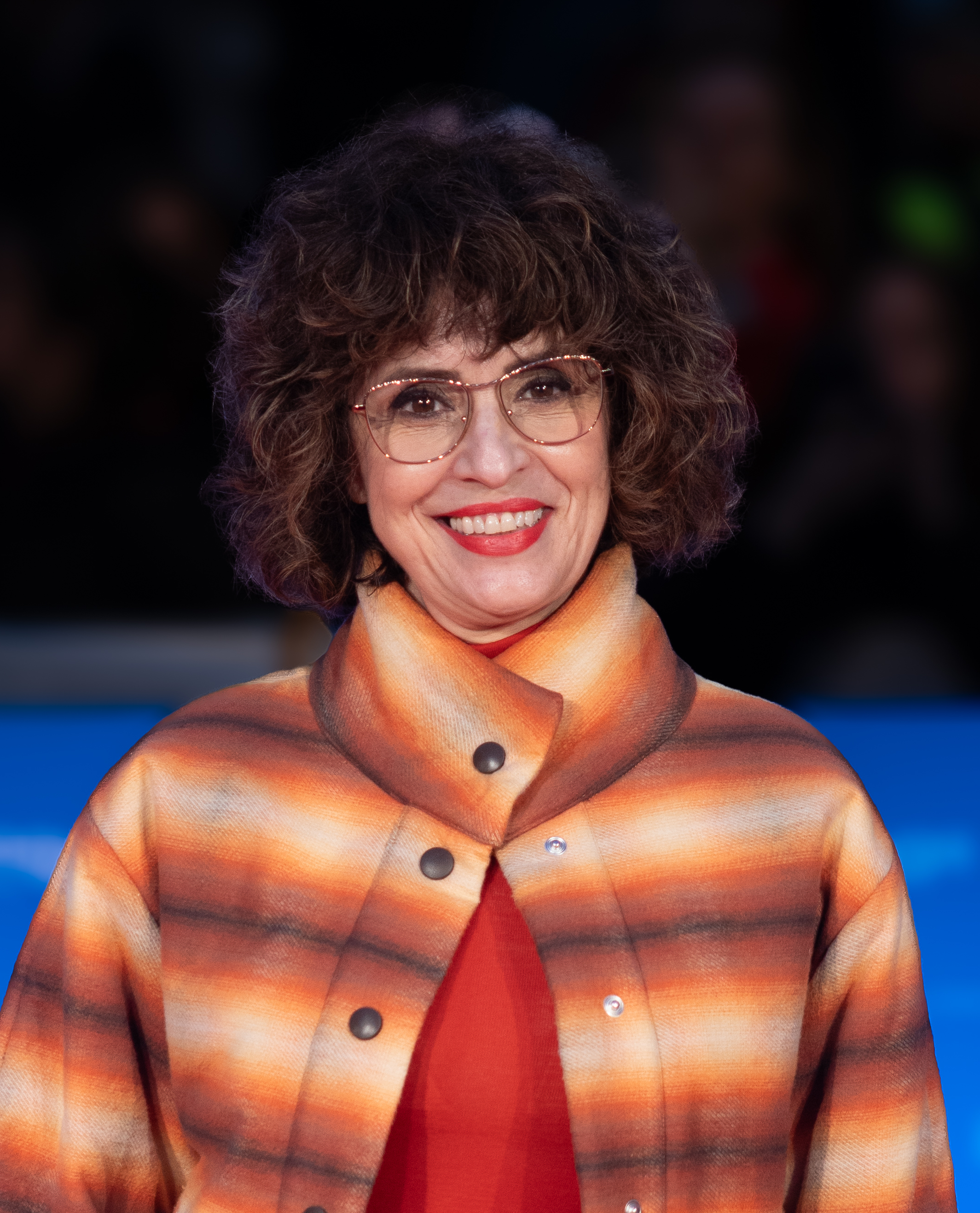
Adriana Ozores (2024)

Adriana Ozores (* 21. Mai 1959 in Madrid) ist eine spanische Schauspielerin. Sie ist die Tochter des Schauspielers José Luis Ozores.
Ozores hat 1999 den Goya als beste Nebendarstellerin (La Hora de los valientes) gewonnen und war fünf weitere Male nominiert: 2000 als beste Nebendarstellerin für Cuando vuelvas a mi lado, 2001 (Plenilunio), 2003 (La Vida de nadie), 2004 (La Suerte dormida) und 2006 (Heroína) als beste Hauptdarstellerin.

## Filmographie (Auswahl)
- 2001: Vier Frauen gegen eine Bank (El palo)
- 2002: Jenseits der Erinnerung (En la ciudad sin límites)
- 2011–2013: Grand Hotel (Gran Hotel, Fernsehserie)
- 2020: Invisibles
- 2021: Alba (Fernsehserie)
- 2022: El comensa
- 2023: Últimas voluntades
- 2023: Reflejos en una habitación
- 2024: Galgos (Fernsehserie)
- 2025: Shared Custody (Custodia repartida, Fernsehserie)